# کلگه
کلگه، روستایی از توابع بخش مرکزی شهرستان باغ‌ملک در استان خوزستان ایران است کلگه باغملک به معنی قلعه های خرابه است که در دل کوه ای زاگرس قرار دارد. گویش این مردم لری است و طایفه های شیخ و ممبینی از جانکی گرمسیر در این روستا سکونت دارند.شغل مردم  روستا  کشاورزی و دامداری می باشد.

## جمعیت
این روستا در دهستان رودزرد قرار دارد و براساس سرشماری مرکز آمار ایران در سال ۱۳۹۵ ، جمعیت آن ۲۲۷ نفر ۶۶ خانوار بوده‌است.